# Zinsmeister Ridge
Zinsmeister Ridge är en bergstopp i Antarktis. Den ligger i Västantarktis. Chile gör anspråk på området. Toppen på Zinsmeister Ridge är 3 000 meter över havet.
Terrängen runt Zinsmeister Ridge är bergig söderut, men norrut är den kuperad. Trakten är obefolkad. Det finns inga samhällen i närheten. 